# Seethltun
Seethltun (Chasta Costa naziv Se-ecl-tûn, u značenju “People using salmon weirs”), jedno od šesnaest sela Takelma Indijanaca, porodica takilman, koje se nalazilo u blizini Chasta Costa teritorija, na južnoj obali rijeke Rogue u jugozapadnom Oregonu. Spominje ga američki etnolog i jezikoslovac J. O. Dorsey u Jour. Am. Folk-lore, III, 235, 1890.